# (21629) Siperstein
(21629) Siperstein (1999 NT8) – planetoida z pasa głównego asteroid okrążająca Słońce w ciągu 3,25 lat w średniej odległości 2,19 j.a. Odkryta 13 lipca 1999 roku.